# Натальино (Раменский район)
Ната́льино — деревня в Раменском муниципальном районе Московской области. Входит в состав сельского поселения Никоновское. Население — 98 чел. (2010).

## Название
Существует предание, что название дано по имени Натальи, дочери владельца деревни Б. П. Шереметева.

## География
Деревня Натальино расположена в южной части Раменского района, примерно в 26 км к югу от города Раменское. Высота над уровнем моря 155 м. В 1 км к юго-востоку от деревни протекает река Ольховка. К деревне приписано 17 СНТ. Ближайший населённый пункт — деревня Амирово.

## История
В 1926 году деревня являлась центром Натальинского сельсовета Троице-Лобановской волости Бронницкого уезда Московской губернии.
С 1929 года — населённый пункт в составе Бронницкого района Коломенского округа Московской области. 3 июня 1959 года Бронницкий район был упразднён, деревня передана в Люберецкий район. С 1960 года в составе Раменского района.
До муниципальной реформы 2006 года деревня входила в состав Никоновского сельского округа Раменского района.

## Население
| 1926 | 2002 | 2010 |
| ---- | ---- | ---- |
| 309  | ↘34  | ↗98  |

В 1926 году в деревне проживало 309 человек (135 мужчин, 174 женщины), насчитывалось 58 крестьянских хозяйств. По переписи 2002 года — 34 человека (14 мужчин, 20 женщин).